# Diblemma donisthorpei
Diblemma donisthorpei is een spinnensoort in de taxonomische indeling van de Dwergcelspinnen (Oonopidae).
Het dier behoort tot het geslacht Diblemma. De wetenschappelijke naam van de soort werd voor het eerst geldig gepubliceerd in 1908 door Octavius Pickard-Cambridge.